# Germarostes pustulosus
Germarostes pustulosus är en skalbaggsart som beskrevs av Lansberge 1887. Germarostes pustulosus ingår i släktet Germarostes och familjen Hybosoridae. Inga underarter finns listade i Catalogue of Life.